# Dob, Pliberk
Dob (nemško Aich) je naselje v Občini Pliberk v Okraju Velikovec na Koroškem v Avstriji.